# Фаллон (индейская резервация)
Фаллон (англ. Fallon Paiute-Shoshone Reservation) — индейская резервация северных пайютов и западных шошонов, расположенная в западно-центральной части штата Невада, США.

## История
Индейская резервация Фаллон была основана в 1887 году, а 30 апреля 1908 года племя фаллон, образованное из групп северных пайютов и западных шошонов, было признано на федеральном уровне. Племенем управляет совет из семи человек. Кроме резервации, племя владеет индейской колонией Фаллон.

## География
Резервация находится в центральной части округа Черчилл и состоит из двух несмежных участков. Общая площадь резервации, включая трастовые земли (0,647 км²), составляет 33,773 км². Штаб-квартира племени находится в городе Фаллон.

## Демография
По данным федеральной переписи населения 2010 года, в резервации проживало 620 человек. Согласно федеральной переписи населения 2020 года в резервации проживало 672 человека, насчитывалось 277 домашних хозяйств и 268 жилых домов. Средний возраст, проживающих в резервации, составлял 38,9 лет. Средний доход на одно домашнее хозяйство в индейской резервации составлял 47 750 долларов США. Около 17,2 % всего населения находились за чертой бедности, в том числе 14,3 % тех, кому ещё не исполнилось 18 лет, и 10 % старше 65 лет.
Расовый состав распределился следующим образом: белые — 83 чел., афроамериканцы — 0 чел., коренные американцы (индейцы США) — 510 чел., азиаты — 0 чел., океанийцы — 0 чел., представители других рас — 2 чел., представители двух или более рас — 77 человек; испаноязычные или латиноамериканцы любой расы составили 42 человека. Плотность населения составляла 19,9 чел./км².

## Комментарии
1. ↑  Сам населённый пункт не входит в состав резервации, а является лишь штаб-квартирой племени.